# Bački Vinogradi
Bački Vinogradi (Hongaars: Királyhalom) is een dorp in de gemeente Subotica in de provincie Vojvodina in Servië met ruim 2000 inwoners.
Het dorp is gelegen nabij de Hongaarse grens en kent een etnisch Hongaarse bevolking. Tot 1920 behoorde het dorp tot Hongarije, daarna werd het onderdeel van Joegoslavië. Tussen 1940 en 1945 was het weer onderdeel van Hongarije om daarna weer aan Joegoslavië te worden toebedeeld.
In 2013 werd weer een grensovergang geopend met het aan de overzijde van de grens gelegen Ásotthalom.

## Bevolkingssamenstelling
| Nationaliteit  | Aantal | %     |
| -------------- | ------ | ----- |
| Hongaren       | 1927   | 94,50 |
| Serviërs       | 48     | 2,35  |
| Kroaten        | 14     | 0,68  |
| Boenjewatsen   | 10     | 0,49  |
| Joegoslaven    | 8      | 0,39  |
| Duitsers       | 3      | 0,14  |
| Montenegrijnen | 2      | 0,09  |
| Slovenen       | 1      | 0,04  |
| Roemenen       | 1      | 0,04  |
| Overige        |        |       |